# Brown of Harvard (film fra 1918)
Brown of Harvard er en amerikansk stumfilm fra 1918 af Harry Beaumont.

## Medvirkende
- Tom Moore som Tom Brown
- Hazel Daly som Evelyn Ames
- Sidney Ainsworth som Victor Colton
- Warner Richmond som Claxton Madden
- Walter McGrail som Gerald Thorne